# Emisfera vestică

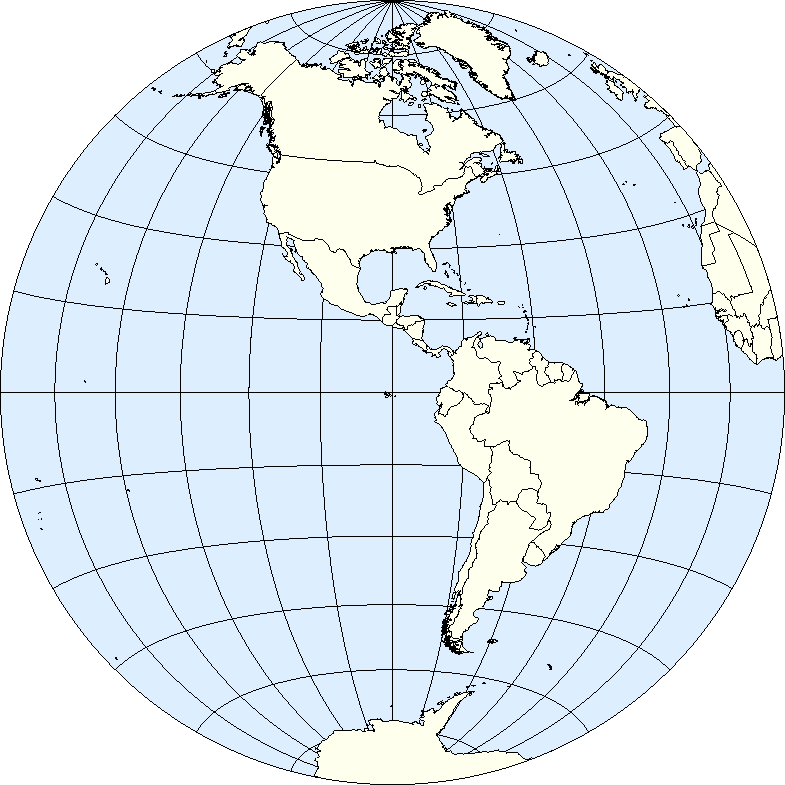
Emisfera vestică.

Emisfera vestică sau emisfera occidentală este o parte a Pământului care include America de Nord și de Sud și apele care le înconjoară. Limitele sale sunt adesea considerate 20° longitudine vestică și 160° longitudine estică. Este alcătuită din aproximativ 76% apă și 24% uscat.
Adesea emisfera vestică este considerată ca o jumătate a Pământului, situată la vest de meridianul Greenwich până la meridianul 180° care cuprinde, în esență, întregul continent american, Oceanul Atlantic și o mare parte a Oceanului Pacific; în plus, cuprinde partea occidentală extremă a continentului european și a continentului african precum și o parte din Antarctica.

## Veziși
- Emisferă estică